# Louis Pasteur
Louis Pasteur (Dole, 1822. december 27. – Marnes-la-Coquette, Hauts-de-Seine, 1895. szeptember 28.) francia mikrobiológus és kémikus, aki a rettegett, halálos veszettség elleni védőoltást kifejlesztette, aki az orvostudomány történetének talán legfontosabb egyéni alakjaként ismert mint a mikrobiológia, az immunológia és a járványtan megalapítója. Hírnevét leginkább a baktériumok kórokozó hatásáról szóló elmélet felkarolásának, és a védőoltási módszerek kidolgozásának köszönheti. 1888-ban a vezetése alatt létrejött a Pasteur Intézet (franciául: Institut Pasteur), amely az immunizálást a gyógyítás középpontjába állította. 
Apja Jean-Joseph Pasteur, foglalkozását tekintve cserzővarga, anyja Jeanne-Étienne Roqui volt. 1881-ben a Magyar Tudományos Akadémia is tagjai közé választotta. Koporsóját a párizsi Notre Dame székesegyházban helyezték el ideiglenesen, majd a Pasteur Intézet kriptájában nyert örök nyugalmat.

## Életének főbb állomásai
Az ifjú Pasteur tanulmányait a család barátai szorgalmazták. Iskolaéveit Besançonban a Collège royalban töltötte, majd 1842-ben Párizsba ment. 1843 és 1846 között természettudományi tanulmányokat folytatott az École Normale Supérieure-ön. Egyetemista éveiben nem mutatkozott meg különleges tehetsége, sőt „középszerű” kémikusnak tartották. De már 1847-ben a párizsi École Normale Supérieure-ön doktori oklevelet szerzett fizikából és kémiából. 1849-től a strasbourg-i egyetemen kémiát tanított. Ekkor vette feleségül Marie Laurent-t, a Strasbourgi Akadémia rektorának leányát. Öt gyermekük született, de közülük csak kettő érte meg a felnőttkort. 1854-től a lille-i egyetem tanára volt. 1858-ban a École Normale Supérieure igazgatója lett. 1867 és 1873 között a Sorbonne professzora. 1868. október 19-én szélütést kapott, aminek következtében a keze megbénult, de tovább dolgozott. 1888-tól haláláig a Pasteur Intézetet vezette.
Több tudományos díja mellett számos kitüntetésben részesült. A Bonni Egyetemtől kapott díszdoktori diplomáját azonban tiltakozásul az 1870–71-es porosz–francia háborúban tanúsított német „barbárság” miatt, visszaküldte. 1882. április 27-én a Francia Akadémia tagjává választották.

## Munkássága

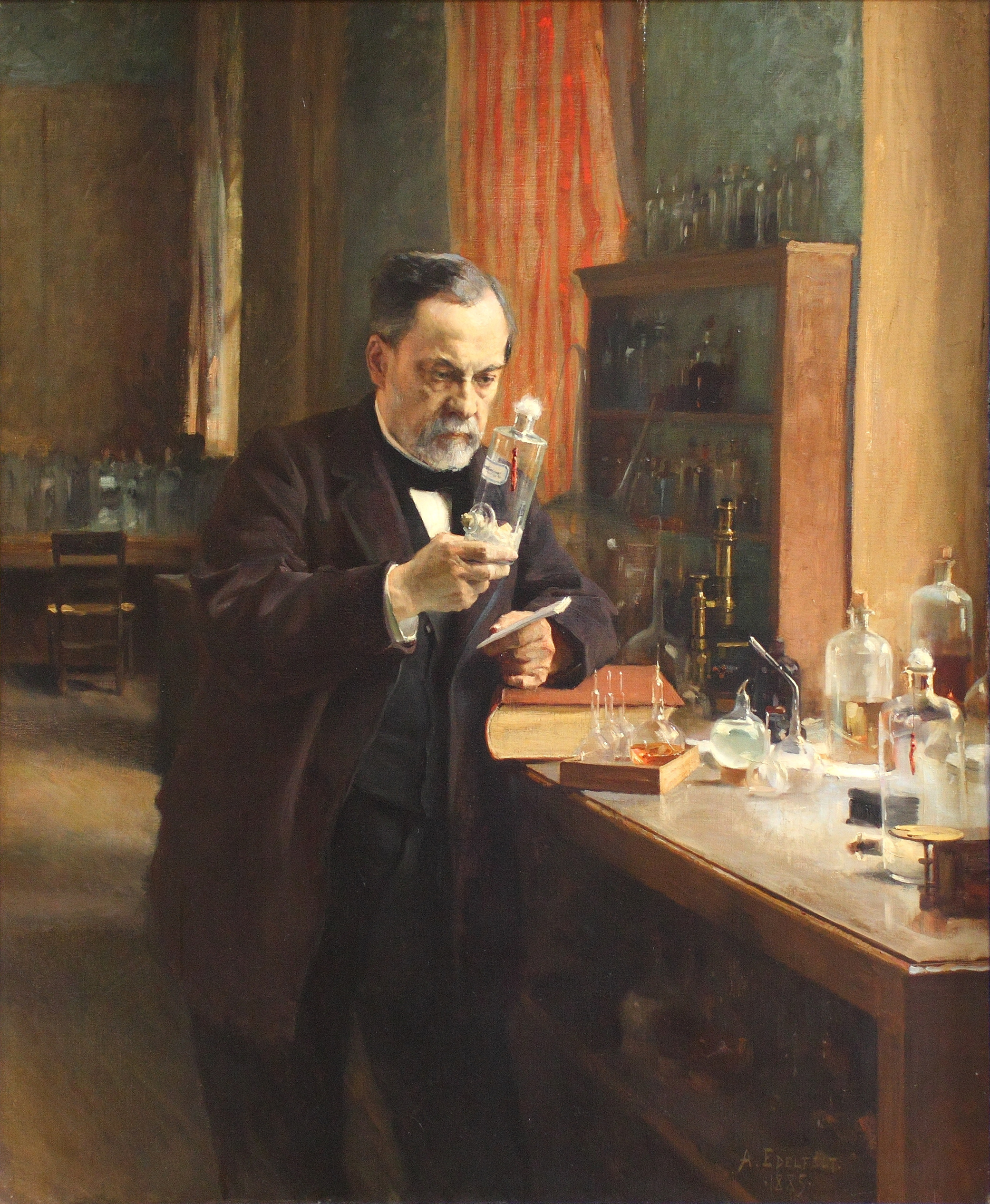
Albert Edelfelt: Pasteur a laboratóriumában című festménye

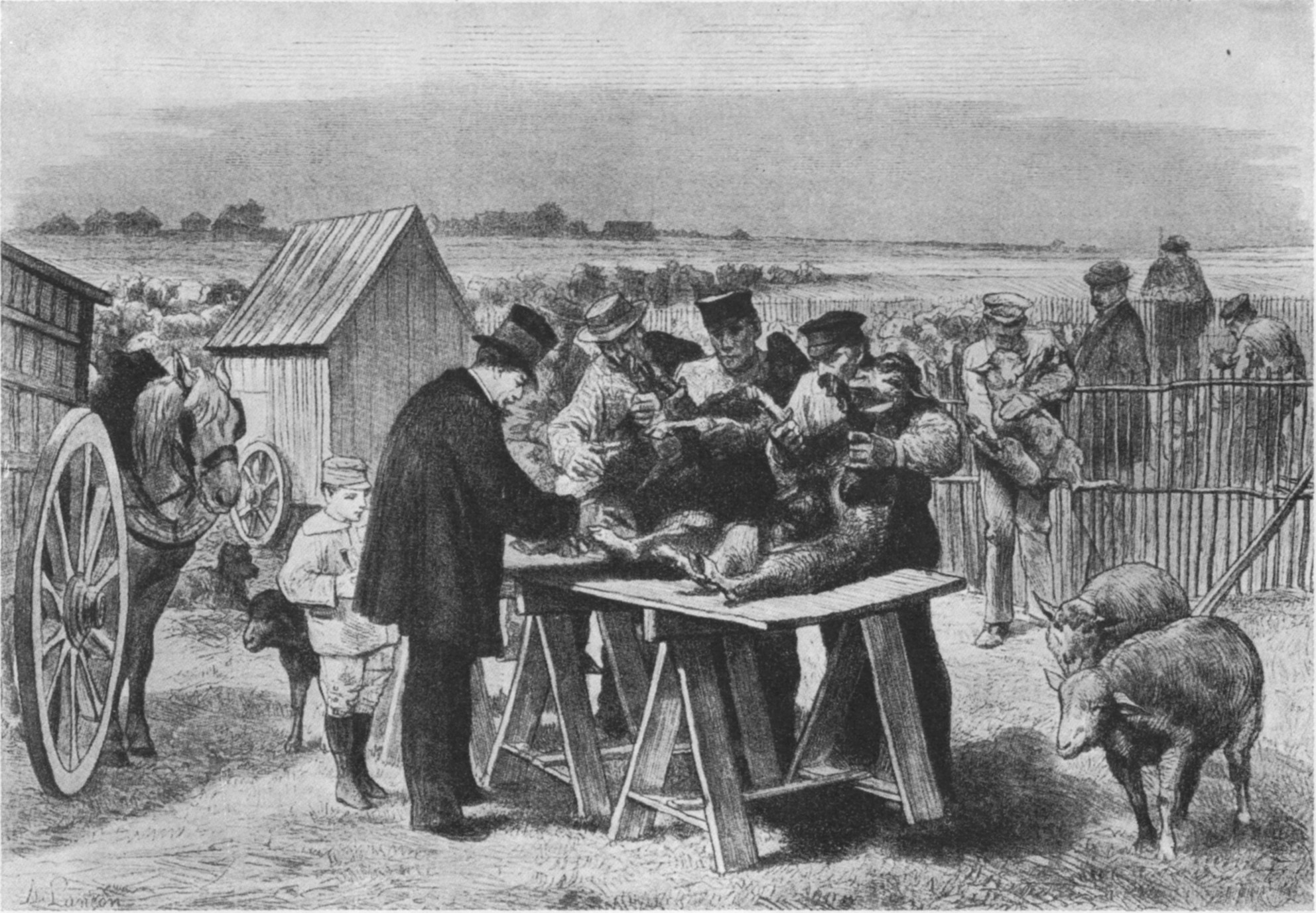
Pasteurnek 1881-ben sikerült egy birkanyájat védőoltással megóvnia a lépfenétől

A doktori cím elnyerése után kezdetben kémiai problémákkal foglalkozott. A borkősav optikai izomerjeiről tett felfedezése már huszonhat évesen neves kémikussá tette. Pasteur ezzel megoldotta a „kristályok rejtélyét”. Magyarázatot adott a borkősav (és az ekkor még külön vegyületnek tartott szőlősav) különös optikai tulajdonságaira. (A két vegyület azonos kémiai összetételű, de geometriailag tükörképi – királis, enantiomorf – kristályokat alkot.)
A krisztallográfián alapuló kutatásai a sztereokémia kezdetét jelentették.
Elsőnek állított elő borkősavból racémsavat, 1853 júniusában.
Észrevette, hogy ha a borkősav egyik sóját melegíti, akkor az zavarossá válik, erjedni kezd.
Ezek a felismerések az erjedés és bomlás felé fordították Pasteur figyelmét. 1857-ben felfedezte a tejsavas erjedés mikrobáit. 1860-ban bebizonyította, hogy az élő szervezetben szerepet játszó molekulák aszimmetrikusak, s a rothadási folyamatokat a levegőből bejutó mikroorganizmusok okozzák. Pasteur ezzel a megállapításával az ősnemzés elméletét is tagadta.
Megállapította, hogy a jól erjedő répalében „gömböcskék”, a „betegben” pedig kis „pálcikák” vannak. (Ez az alapja a mikrobiológiai kutatásainak.) Ezáltal arra a felismerésre jutott, hogy néhány mikroorganizmus az emberekben és az állatokban is nemkívánatos anyagokat és hatásokat hozhat létre. A kórokozó baktérium-elméletről korábban már másoknak is voltak hipotézisei (Girolamo Fracastoro, Friedrich Henle), de Pasteur igazolta számos kísérlettel és szemléltető előadással a teória helyességét. Innen már logikusan adódott a következtetés, hogy az ártalmas baktériumok bejutását kell megakadályozni az emberi szervezetbe. 1862-ben kidolgozott egy módszert a folyékony élelmiszerek tartósítására a bennük található mikroorganizmusok hőkezeléssel való elpusztításával, melyet később róla neveztek el pasztörizációnak. Ehhez a kiindulási pontot az adta, amikor 1864-ben rájött, hogy a sör és a bor bomlási folyamatai megállíthatók 45-65 °C-ra való melegítéssel. Pasteur ezért fontosnak tartotta, hogy az orvosok fertőtlenítő eljárásokat alkalmazzanak. Ennek hatására vezette be ezeket Joseph Lister a sebészeti gyakorlatba.
Az almasavas, az alkoholos és a vajsavas erjedést tanulmányozva felfedezte, hogy a különböző erjedéseket különböző fermentumok (enzimek) váltják ki. A vajsav baktériumok felfedezésével, s azzal, hogy az oxigén elpusztítja őket és ezzel az erjedési folyamat is megáll, Pasteur bebizonyította, hogy vannak olyan élőlények, amelyek létezésükhöz nem igényelnek levegőt. Ily módon mutatta ki az anaerob mikrobákat és ennek alapján állította fel a csírák non-spontaneitásáról szóló elméletét.
A fertőző betegségekkel 1865-ben, a selyemhernyókat pusztító járvány alkalmával kezdett foglalkozni. A járványt okozó szemcsekórral kapcsolatos kutatásai 1870-ben vezettek eredményre, amikor megtalálta a betegség két kórokozóját (Pebrine és Flacherie). A peték összegyűjtésének szükségességére rámutatva megmentette a lyoni selyemipart a tönkremeneteltől.
Számos infektív mikroorganizmust (Staphylococcus, Streptococcus) azonosított. A medicina szempontjából legjelentősebbek a lépfene kórokozójával (anthrax) foglalkozó, 1877-ben írt tanulmányai, melyekben kimutatta, hogy a betegséget egy különleges baktérium okozza. Annak, hogy a kórokozó legyengítésével védőoltást, vakcinát is előállított, a jelentősége még nagyobb. 1879-ben, Charles Chamberland-nal és Émile Roux-val együtt a baromfikolerát tanulmányozva, a megelőző szeroterápia elvét dolgozta ki.
Pasteurnek a legnagyobb hírnevet hozó eredménye azonban az addig rettegett betegség, a veszettség elleni oltóanyag kifejlesztése volt. 1881-ben kezdte meg Roux-val közösen az ez irányú kutatásokat és 1885-ben sikerült a vakcinát előállítania.

## Felfedezéseinek jelentősége
Pasteur az immunológia területén hősies kísérleteket végzett, amelyek eredményeként lehetőséget teremtett a fertőződés megelőzésére, egyes betegségek kezelésére és kitörésének megakadályozására a tyúkkolera, a lépfene és a veszettség elleni védőoltások kidolgozásával. Pasteur olyan alapvető tudományos eredményeket ért el, hogy kétségtelenül a legnagyobb része volt abban, hogy a 19. század közepe óta a halálozási arányszám nagyban csökkent, és az emberek várható élettartama a világ nagy részében majdnem megduplázódott.

## Jegyzetek

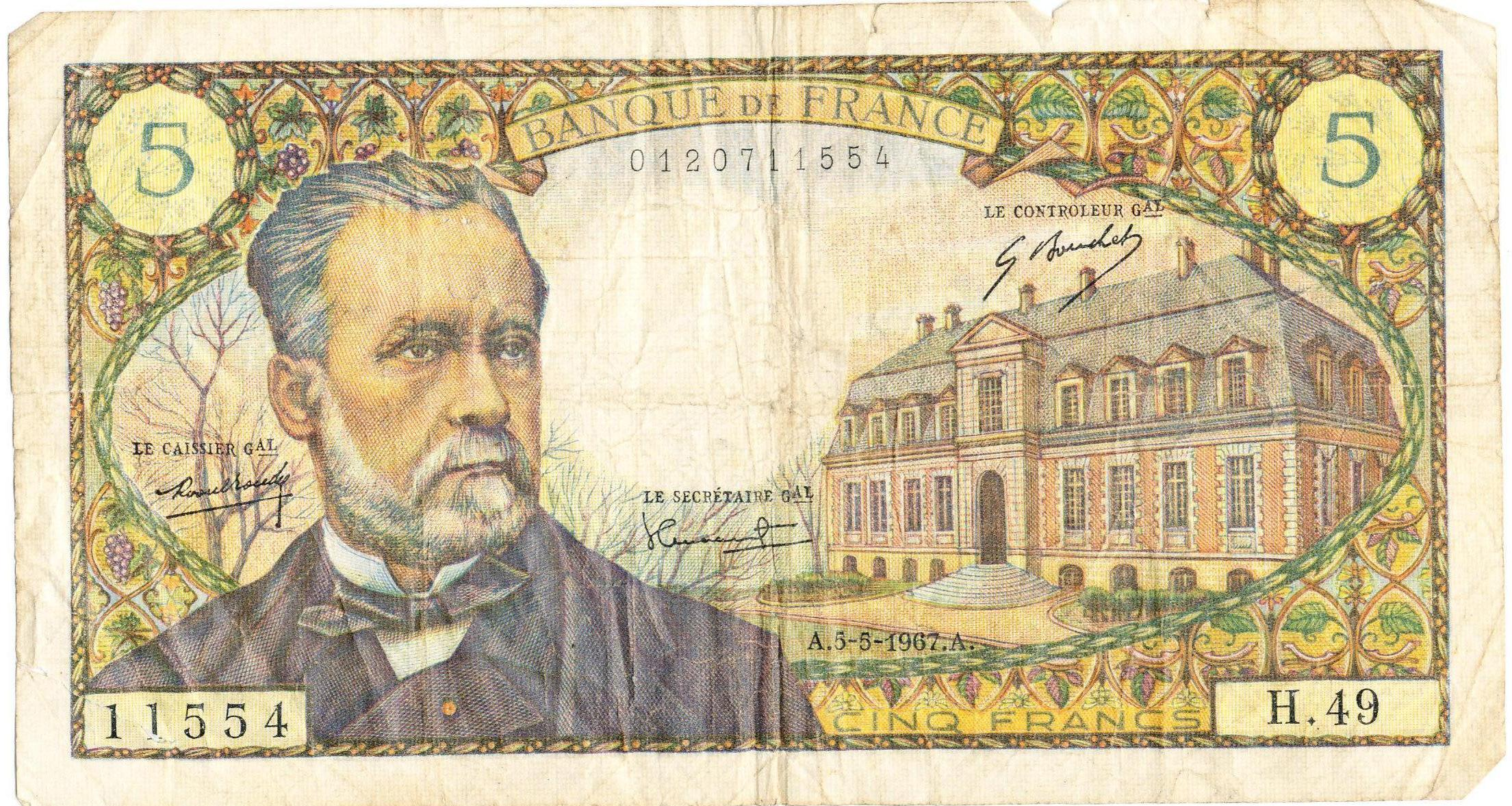
Louis Pasteur portréja az 1967-1972 között kiadott francia 5 frankos bankjegy előoldalán.

## Tudományos művei
- Dissymétrie moléculaire (1922)
- Fermentations et générations dites spontanées (1922)
- Études sur le vinaigre et sur le vin (1924)
- Études sur la maladie des vers à soie (1926)
- Études sur la bière (1928)
- Maladies virulentes, virus-vaccins et prophylaxie de la rage (1933)
- Mélanges scientifiques et littéraires (1939)

### Levelezése
- Lettres de jeunesse. L'Étape de la cristallographie 1840–1857
- La seconde étape. Fermentations, générations spontanées, maladies des vins, des vers à soie, de la bière 1857–1877
- L'Étape des maladies virulentes. Virus-vaccins du choléra des poules, du charbon, du rouget, de la rage 1877–1884
- L'Étape des maladies virulentes (suite). Vaccination de l’homme contre la rage. Dernières années 1885–1895